# پانتومیم (فیلم ۱۹۹۸)
«پانتومیم» (انگلیسی: Charades (film)) فیلمی در ژانر مرموز است که در سال ۱۹۹۸ منتشر شد.

## بازیگران
- اریکا النیاک
- جیمز وایلدر
- سی توماس هوول
- جک اسکالیا
- کارن بلک
- جیمز روسو